# Altbelgern

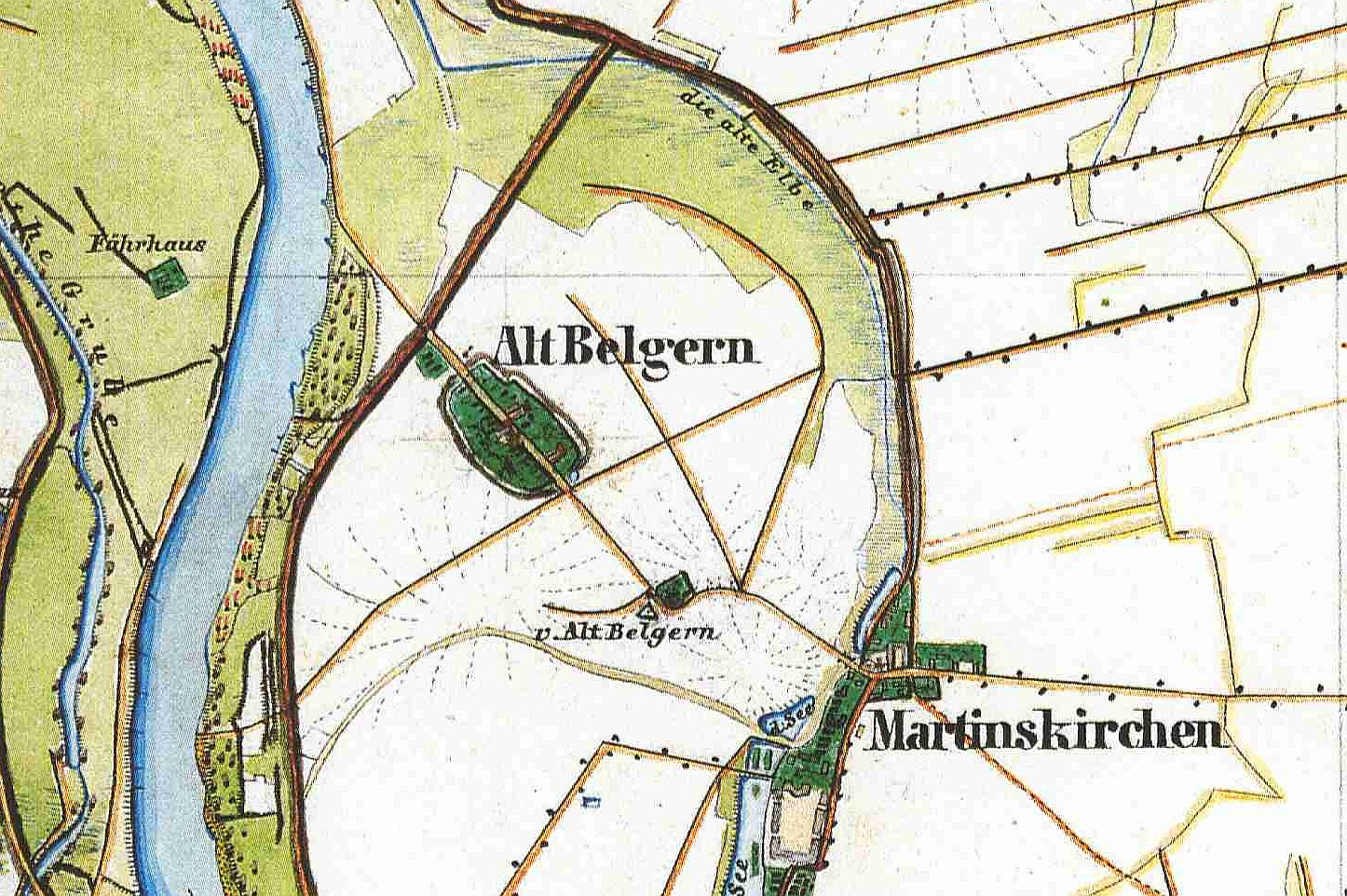
Altbelgern auf einem Urmeßtischblatt von 1847

Altbelgern ist ein Gemeindeteil der Kleinstadt Mühlberg/Elbe im südbrandenburgischen Landkreis Elbe-Elster. Der Ort befindet sich unmittelbar rechtsseitig der Elbe und etwa einen Kilometer westlich von Martinskirchen. 

## Geschichte

### Ursprung und Parochie Altbelgern
Altbelgern hat seinen Ursprung in einer wendischen Siedlung. Bei dem Ort handelt es sich um einen der ältesten Kirchenstandorte in der Region Elbe-Elster. Bereits im Jahre 1251 wurde hier eine Kirche urkundlich erwähnt, die 1253 vom Meißner Bischof Konrad I. geweiht wurde. Die Parochie Altbelgern war vergleichsweise groß. Das Kirchspiel umfasste einen großen Teil des westlichen Altkreises Bad Liebenwerda. Orte, wie beispielsweise die heutigen Städte Uebigau und Falkenberg/Elster und die Gemeinden Schmerkendorf, Blumberg, Grassau, Koßdorf, Saxdorf, Bönitz und Lönnewitz waren ursprünglich nach Altbelgern oder deren Filialkirchen eingepfarrt. Neben Mühlberg wohl der wichtigste Ort in der Region zwischen Elbe und Schwarzer Elster zu jener Zeit verlor Altbelgern aber bald an Bedeutung.
Im 15. Jahrhundert wurden Dorf und Kirche durch die Hussiten zerstört. In der Folgezeit wieder aufgebaut, wurde der Ort im Verlaufe des Dreißigjährigen Krieges vollständig eingeäschert. In den Jahren 1626 und 1633 grassierte außerdem die Pest im Ort. Kirche und Ort wurden wieder aufgebaut. Der Neubau der Kirche wurde vermutlich um 1656 vollendet, zunächst allerdings noch ohne Turm. Dessen Errichtung war erst im Jahre 1756 vollendet.

### Altbelgern im 18. und 19. Jahrhundert

Altbelgern auf einer geschichtlichen Karte des Kreises Liebenwerda (1910).

In Altbelgern befand sich ein Lehnsgut. Besitzer und gleichzeitig auch Kirchenpatron war in der Mitte des 18. Jahrhunderts Friedrich Wilhelm von Brühl. Er hatte 1738 mit Hilfe seines Bruders dem später berühmt gewordenen kursächsischen Premierminister Heinrich von Brühl die Herrschaft Martinskirchen erworben.
Die im Jahre 1803 erschienene Schrift Erdbeschreibung der churfürstlich- und herzoglich- sächsischen Lande des Schriftstellers und Ökonomen Friedrich Gottlob Leonhardi verzeichnet für Dorf und Rittergut Altbelgern in jenem Jahr 2 Hüfner, 2 Gärtner und 20 Häusler als ansässig. Schriftsässig soll der Ort im Jahre 1739 geworden sein. Zu Altbelgern gehörten des Weiteren das Vorwerk Langenrieth und das Dorf Brottewitz, mit welchen es zusammen 262 Einwohner besaß. Band 1 des im Jahre 1814 erschienenen Vollständigen Staats-, Post- und Zeitungs-Lexikons von Sachsen von August Schumann übernahm diese Daten noch einmal. Der im Jahre 1827 erschienene Band 14 desselben Werkes verzeichnet dann allerdings, dass Altbelgern für sich allein 25 Häuser und 121 Einwohner besitzt.
Im Verlauf der Befreiungskriege zerstörte schließlich im Jahre 1813 abermals ein Brand einen Teil des Dorfes und die Altbelgerner Kirche. In Altbelgern einquartierte Kosaken hatten sich auf dem Pfarrhof ein offenes Feuer bereitet, dass außer Kontrolle geriet und schließlich eine Scheune in Brand setzte. Anschließend griff das Feuer auf die Kirche, das Pfarrhaus und weitere Gebäude über. Fünf Jahre später konnte 1817 die Kirche in ihrer heutigen Form wieder aufgebaut werden.
Nach den Bestimmungen des Wiener Kongresses 1815 gelangte Altbelgern vom Königreich Sachsen zum Regierungsbezirk Merseburg der preußischen Provinz Sachsen und es entstand 1816 der Kreis Liebenwerda, in dem ein großer Teil des Amtes Mühlberg, das Amt Liebenwerda sowie Teile des Amtes Großenhain aufgingen. Eine in der heimatkundlichen Schriftenreihe Schwarze Elster erschienene „Übersicht der Bevölkerung und des Viehstandes“ für das Jahr 1835 berichtete, dass Altbelgern zusammen mit dem Vorwerk Langenrieth zu jener Zeit 29 Wohnhäuser und 154 Einwohner besaß. An Nutzvieh waren hauptsächlich Schafe (350) und Rinder (116) vorhanden.

### Jüngere Vergangenheit
Altbelgern wurde schließlich ein Ortsteil der benachbarten Gemeinde Martinskirchen. Das Dorf gehörte wie Martinskirchen ab dem Jahre 1874 zum damals neugeschaffenen Amtsbezirk Fichtenberg des Kreises Liebenwerda, dessen Vorsteher damals der Martinskirchener Rittergutsbesitzer Stephann war. Im in jenem Jahr erschienen Amtsblatt der Regierung zu Merseburg wird Altbelgern allerdings noch als eigenständige Gemeinde verzeichnet. Das Vorwerk Langenrieth wird allerdings inzwischen als Bestandteil von Martinskirchen geführt.
Zusammen mit Martinskirchen wurde Altbelgern am 31. August 2001 in die Stadt Mühlberg/Elbe eingemeindet.

## Kultur und Sehenswürdigkeiten

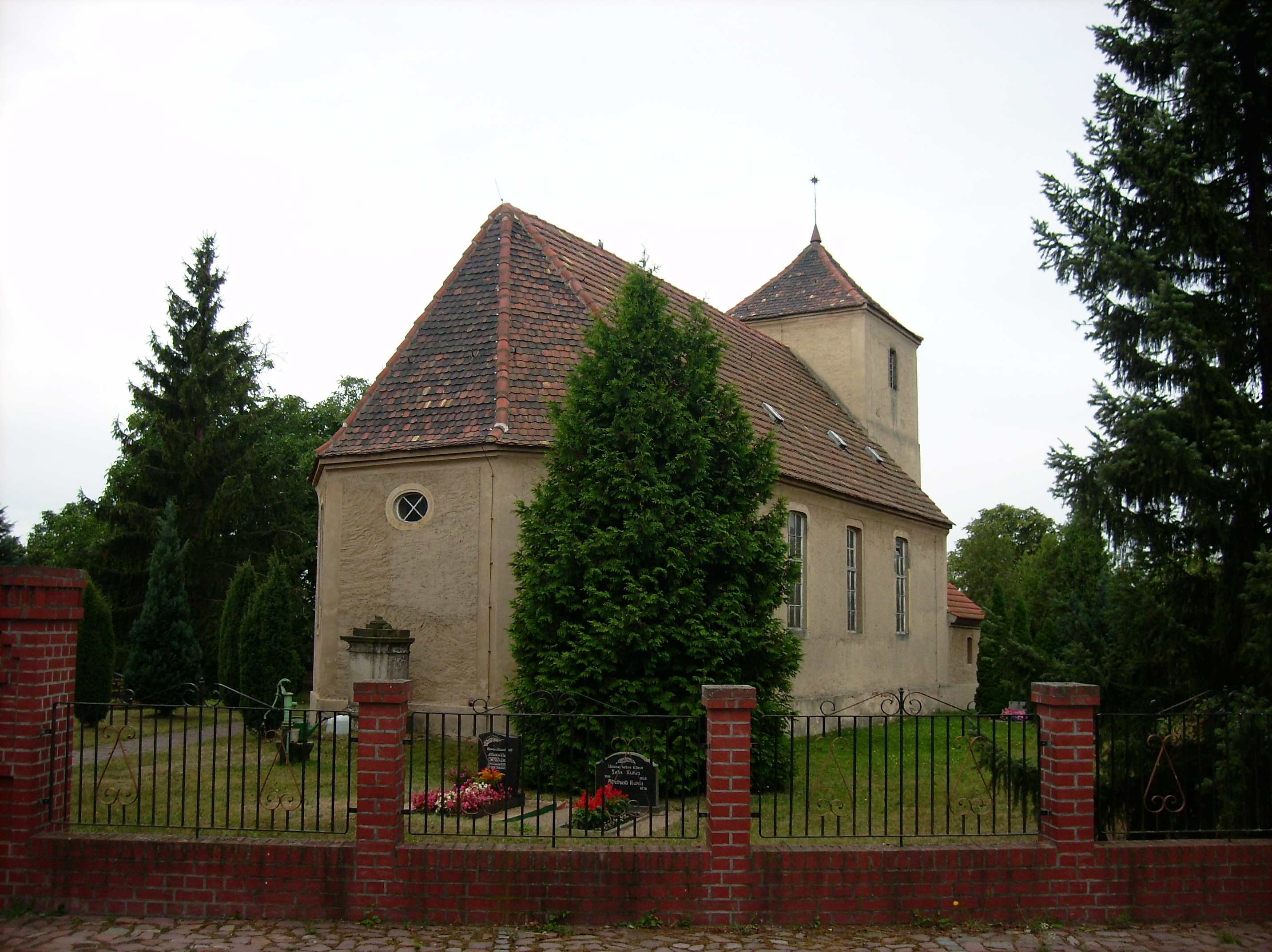
Dorfkirche Altbelgern

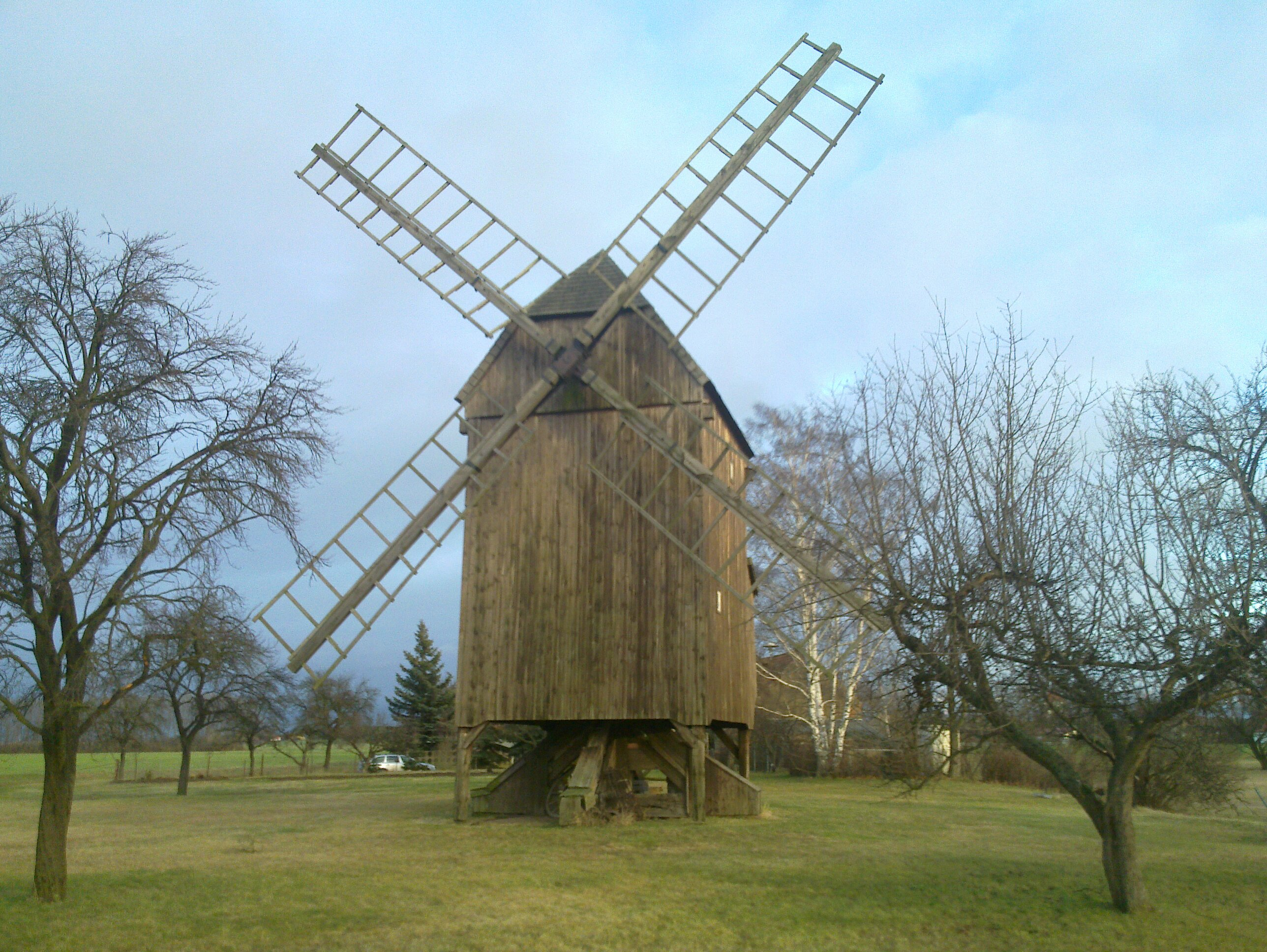
Bockwindmühle Altbelgern (2013)

### Bauwerke und Denkmäler
Bei der heutigen Altbelgerner Kirche handelt es sich um einen verputzten Saalbau mit dreiseitigem Ostschluss aus dem Jahre 1817. Westlich des Kirchenschiffs schließt sich ein mit einem Zeltdach versehener quadratischer Turm an. Das Innere der Kirche ist von einer flachen Putzdecke und einer Hufeisenempore geprägt. Auf der Empore befindet sich eine kleine Orgel, im Osten an der Nord- und Südseite zwei Patronatsstühle. Des Weiteren besitzt sie einen schlichten bauzeitlichen Kanzelaltar. Das Bauwerk befindet sich inzwischen unter Denkmalschutz.
Auf dem die Kirche umgebenden Friedhof ist des Weiteren ein Gedenkstein aus poliertem Granit mit Inschrift für die im Zweiten Weltkrieg gefallenen Dorfbewohner zu finden, der einst von deren Angehörigen gestiftet wurde.
Ein weiteres historisches Bauwerk im Ort, das ebenfalls unter Denkmalschutz steht, ist die Altbelgerner Bockwindmühle. Die historische Bockwindmühle stammt aus dem Jahre 1834 und befindet sich seit fünf Generationen in Familienbesitz der Familie Nitzsche. In der Gegenwart dient das zum Teil funktionstüchtige technische Denkmal sporadisch als Schaumühle.

### Touristische Anbindung und Vereinsleben
Touristisch angebunden ist Altbelgern unter anderem über den Elbe-Radweg.
Da die Altbelgerner Kirche inzwischen sanierungsbedürftig ist, wurde im April 2015 der Förderverein Kirche zu Altbelgern gegründet, der unter anderem das Ziel verfolgt notwendige Reparaturarbeiten anzuschieben und zu organisieren. Des Weiteren möchte man die Kirche mit kulturellen Veranstaltungen mehr in das öffentliche Leben einbinden und sie touristisch anbinden.